# Негри, Христофоро
Христофоро Негри (итал. Cristoforo Negri; 12 июня 1809, Милан — 18 февраля 1896, Флоренция) — итальянский географ, экономист и дипломат.
Родился в Милане. Образование получил в Павии, Граце, Праге и Вене. Был профессором политологии и конституционного права в университете Падуи. После революционных событий 1848 года бежал в Пьемонт, где был назначен в консульский отдел Министерства иностранных дел Винченцо Джоберти и был утверждён в этой должности Массимо д’Адзельо. С 1859 года занимал различные посты в правительстве, посетив за это время многие города на Средиземном море для установления политических и экономических отношений с различными итальянскими государствами.
В 1867 году стал одним из основателей Итальянского географического общества и был его президентом до 1872 года. С 1874 по 1875 год служил генеральным консулом Италии в Гамбурге. После выхода на пенсию продолжал представлять свою страну на различных мероприятиях: участвовал в 1876 году в конференции, организованной бельгийским королём Леопольдом II, касавшейся учреждения Африканской международной ассоциации, в конференции по вопросам строительства Панамского канала, в Берлинской конференции 1884—1885 годов, в ходе которой европейскими колониальными державами был согласован раздел Африки.
В 1880 году вновь стал президентом Географического общества. Одобрил план исследователя Джакомо Бове (итал. Giacomo Bove) обогнуть Антарктиду, что, однако, не было реализовано из-за нехватки средств. В 1890 году был назначен сенатором. Скончался во Флоренции.